# Zhylanshyqtürme Qyrat
Zhylanshyqtürme Qyrat är ett högland i Kazakstan. Det ligger i den centrala delen av landet, 500 km väster om huvudstaden Astana.